# Atletismo nos Jogos Pan-Americanos de 1995 - Salto com vara masculino
A prova do salto com vara masculino nos Jogos Pan-Americanos de 1995 foi realizada em 18 de março, no Estádio Atlético "Justo Roman".

## Medalhistas
| Ouro                          | Prata                           | Bronze                   |
| Pat Manson USA Estados Unidos | Bill Deering USA Estados Unidos | Alberto Manzano CUB Cuba |

## Final
| Posição           | Nome               | Nacionalidade      | Tempo | Notas |
| ----------------- | ------------------ | ------------------ | ----- | ----- |
| Medalha de ouro   | Pat Manson         | USA Estados Unidos | 5.75  |       |
| Medalha de prata  | Bill Deering       | USA Estados Unidos | 5.60  |       |
| Medalha de bronze | Alberto Manzano    | CUB Cuba           | 5.40  |       |
| 4                 | Paul Benavides     | MEX México         | 5.30  |       |
| 5                 | Owen Clements      | CAN Canadá         | 5.10  |       |
| 6                 | Oscar Veit         | ARG Argentina      | 5.05  |       |
| 7                 | Cristián Aspillaga | CHI Chile          | 5.00  |       |
| 8                 | Fernando Pastoriza | ARG Argentina      | 5.00  |       |